# Säynejärvi (sjö i Nyslott, Södra Savolax)
Säynejärvi är en sjö i kommunen Nyslott i landskapet Södra Savolax i Finland. Sjön ligger 77,7 meter över havet. Arean är 72 hektar och strandlinjen är 5,36 kilometer lång. Sjön  ingår i Vuoksens huvudavrinningsområde.   Den ligger omkring 95 kilometer öster om S:t Michel och omkring 290 kilometer nordöst om Helsingfors. 
Söder om Säynejärvi ligger Moijinselkä. 